# Indigofera holstii
Indigofera holstii là một loài thực vật có hoa trong họ Đậu. Loài này được (Baker f.) Baker f. miêu tả khoa học đầu tiên năm 1926.